# Округ Усти на Орлици
Округ Усти на Орлици (чеш. Okres Ústí nad Orlicí) је округ у Пардубичком крају, у Чешкој Републици. Административно средиште округа је град Усти на Орлици.

## Становништво
Према подацима о броју становника из 2012. године округ је имао 139.178 становника.